# 琳達·拉芙蕾絲
琳達·蘇珊·波曼（英語：Linda Susan Boreman，1949年1月10日—2002年4月22日），藝名琳達·拉芙蕾絲（英語：Linda Lovelace），出生於美国纽约布朗克斯，著名色情演員、作家，以演出電影《深喉嚨》聞名。她因為她的前夫而成為色情演員，在離開色情電影業之後，她也加入了教會，並成為反色情運動（Anti-pornography movement）的發言人。

## 生平

### 早年生活
拉芙蕾絲生於一個不快樂的勞工家庭，母親桃樂絲·波曼（Dorothy Boreman）對她相當的嚴苛，父親約翰·波曼（John Borman）為警察，鮮少在家。中學時期她就讀於私立的天主教學校，且與交往對象維持一段很安全的距離，還因此得到「神聖小姐」的暱稱。當她16歲時，她的父親從紐約市警隊退休，波曼一家搬到佛羅里達州。後來她於20歲產下一子。不久之後，她回到紐約居住，並開始上電腦學校。

## 自传
折磨

## 传记电影
洛夫莱斯

## 電影作品
《深喉咙》（1972）